# Kovács Eszter (labdarúgó, 1987)
Kovács Eszter (Szombathely, 1987. június 15. –) magyar labdarúgó, hátvéd.

## Pályafutása

### Klubcsapatban
2002-ben mutatkozott be az élvonalban a Viktória FC csapatában. A szombathelyi csapattal két alkalommal nyert magyar bajnokságot és kupát. 2011-ben abbahagyta az aktív labdarúgást.

### A válogatottban
Tagja volt a 2009-es belgrádi Universiade-n részt vevő válogatott csapatnak, de pályára nem lépett.

## Sikerei, díjai
- Magyar bajnokság
  - bajnok: 2003–04, 2008–09
  - 2.: 2004–05, 2006–07, 2007–08, 2009–10
  - 3.: 2002–03, 2005–06
- Magyar kupa
  - győztes: 2008, 2009